# Papuagrion flavipedum
Papuagrion flavipedum är en trollsländeart som beskrevs av Maurits Anne Lieftinck 1949. Papuagrion flavipedum ingår i släktet Papuagrion och familjen dammflicksländor. Inga underarter finns listade i Catalogue of Life.